# Kimberly Barrett
Kimberly Barrett (ur. 18 listopada 1981 w Montego Bay) – portorykańska lekkoatletka, kulomiotka. Początkowo reprezentowała Stany Zjednoczone, następnie od 2002 r. Jamajkę, a w 2006 r. zmieniła obywatelstwo na portorykańskie. Uczestniczka Letnich IO w Atenach w 2004 roku (27. lokata w eliminacjach i brak awansu do finału). Brązowa medalistka Mistrzostwa Ameryki Środkowej i Karaibów w Lekkoatletyce w 2005 roku. W 2005 r. wystąpiła na Mistrzostwach Świata w Helsinkach, gdzie w konkurencji pchnięcia kulą kobiet zajęła 6. pozycję w swojej grupie eliminacyjnej, nie awansując do grupy finałowej.
Złota medalistka mistrzostw Jamajki, Portoryko oraz NCAA.

## Rekordy życiowe
- pchnięcie kulą – 18,28 m (rekord Jamajki; 2004)
- pchnięcie kulą (hala) – 18,19 m (rekord Jamajki; 2005)
- rzut ciężarem (stadion) – 22,72 m (rekord Ameryki Środkowej i Karaibów; 2004)
- rzut ciężarem (hala) – 22,95 m (rekord Jamajki; 2004)

Barrett jest także rekordzistką Portoryko w pchnięciu kulą (16,40 m; stan na 2011 rok).